# Brzoskwinia

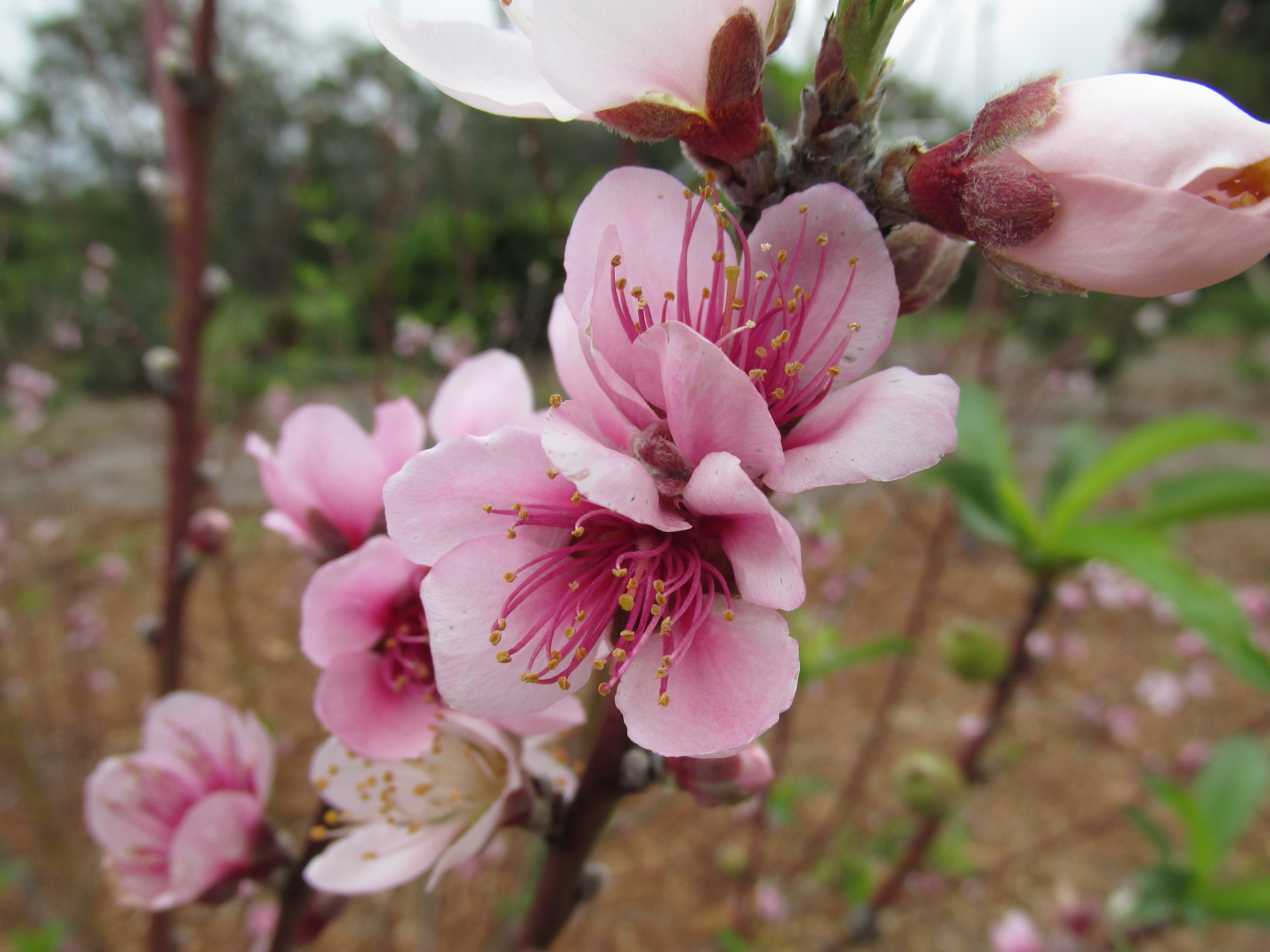
Kwiaty brzoskwini zwyczajnej

Brzoskwinia (Persica Mill.) – takson w zależności od ujęcia systematycznego definiowany jako rodzaj, podrodzaj lub sekcja, przy czym we współczesnych klasyfikacjach z reguły w tej ostatniej randze w ramach podrodzaju migdałowiec Amygdalus i rodzaju śliwa Prunus. Obejmuje 6–7 gatunków, z tym brzoskwinię zwyczajną (Prunus persica) – drzewo owocowe o istotnym znaczeniu ekonomicznym, szeroko rozprzestrzenione w uprawie (uprawiane także w Polsce).

## Morfologia
PokrójDrzewa i krzewy o pędach zakończonych pąkiem szczytowym.
LiścieLancetowate do odwrotnie jajowatych, w pąku złożone.
KwiatyWyrastają pojedynczo lub po 2–3 i są siedzące lub krótkoszypułkowe. Korony są białe lub czerwonawe. Kwiaty rozwijają się przed liśćmi lub razem z nimi.
OwoceSoczyste pestkowce z wyraźnie, siatkowato rzeźbioną pestką i jamkowatymi zagłębieniami.

## Systematyka
Brzoskwinia Persica opisywana była w zależności od ujęcia rodzaju śliwa Prunus jako odrębny względem niego rodzaj, podrodzaj lub sekcja. Brak potwierdzenia monofiletyczności w badaniach molekularnych dla tradycyjnie ujmowanych rodzajów i podrodzajów spokrewnionych ze śliwami, klasyfikowanych tradycyjnie na podstawie wybranych cech morfologicznych, stało się powodem preferowania łączenia wszystkich taksonów z tej grupy do jednego zbiorowego rodzaju Prunus. Badania nad genami wykazały, że tradycyjnie wyróżniane brzoskwinie należą do podrodzaju migdałowiec Prunus subgen. Amygdalus, tworząc w jego obrębie sekcję Persica.
Wykaz gatunków
- Prunus davidiana (Carrière) Franch. – brzoskwinia Davida
- Prunus ferganensis (Kostov & Rjabov) Kovalev & Kostov – brzoskwinia fergańska
- Prunus kansuensis Rehder
- Prunus mira Koehne – brzoskwinia dziwna
- Prunus persica (L.) Batsch – brzoskwinia zwyczajna
- Prunus tangutica (Batalin) Koehne
- Prunus mongolica Maxim.